# Alexios II. (Trapezunt)
Alexios II. Komnenos (* 1282; † 3. Mai 1330) war von 1297 bis 1330 Kaiser und Großkomnene von Trapezunt.

## Leben
Alexios wurde als älterer Sohn des trapezuntischen Kaisers Johannes II. und seiner Frau Eudokia Palaiologina geboren.
Nach dem Tode seines Vaters folgte er diesem auf den Thron nach. Da er damals noch sehr jung war, wurde er der Vormundschaft seines Onkels, des oströmischen Kaisers Andronikos II. Palaiologos, unterstellt. Dieser wollte sein Mündel mit der Tochter eines hohen Staatsbeamten verheiraten. Alexios widersetzte sich aber diesem Plan und heiratete, ohne die vorherige Erlaubnis seines Onkels eingeholt zu haben, die iberische Prinzessin Djiadjak, eine Tochter Bekkas II., des Atabeg von Samatzke. Andronikos wollte diese Ehe von der Kirche annullieren lassen, doch weigerte sich der Patriarch von Konstantinopel, diesem Wunsch zu folgen, da Djiadjak bereits schwanger sei. Auch Alexios’ Mutter Eudokia, die von Konstantinopel nach Trapezunt reiste, um ihren Sohn zur Auflösung der Ehe zu bewegen, riet diesem schließlich dazu, an ihr festzuhalten.
Nachdem er sich so der Vormundschaft seines Onkels entzogen hatte, erwies sich Alexios als fähiger und energischer Herrscher, dessen Regierungsjahre die Blütezeit des trapezuntischen Staates darstellten.
Im Jahre 1302 schlug er eine Invasion der Turkmenen zurück, nachdem diese von Chalybien aus, das sie zuvor erobert hatten, Kerasunt, die zweitgrößte Stadt des Reiches von Trapezunt, einnehmen wollten. In der Folge ließ Alexios eine Festung errichten, von der aus das Meer um Kerasunt überwacht werden konnte.
Ein weiteres Problem, dem sich Alexios während seiner Regierung widmen musste, ging von den Genuesen aus. Diesen hatte der oströmische Kaiser Michael VIII. Palaiologos 1261 im Vertrag von Nymphaion weitgehende Handelsprivilegien gewährt, die ihnen praktisch das Monopol im Schwarzmeerhandel einbrachten. Ihr in einem östlichen Küstenvorort der Stadt Trapezunt gelegener Handelsposten Daphnous entwickelte sich unter diesen Umständen prächtig. Da die Genuesen dem trapezuntischen Zoll den Zugriff auf die in Daphnous umgeschlagenen Waren verweigerten, kam es zu Spannungen mit Alexios, die schließlich zu einem kurzen Krieg führten. Der 1314 zur Beendigung der Feindseligkeiten geschlossene Friedensvertrag setzte keinen Schlusspunkt unter diese Streitigkeiten. Daher schloss Alexios 1319 einen Vertrag mit den Venezianern, den größten Konkurrenten der Genuesen, in dem diesen dieselben Privilegien eingeräumt wurden, welche den Genuesen in Trapezunt vertraglich zustanden.
Auch Piraten aus dem Emirat von Sinope bereiteten Alexios einige Schwierigkeiten. Sie erbeuteten häufig die Schiffe christlicher Händler und plünderten die Vororte Trapezunts. Aus diesem Grunde ließ Alexios zum Schutze des Hafens und der Bevölkerung Seemauern errichten.
Alexios und seine Frau Djiadjak hatten insgesamt sieben Kinder, von denen Andronikos III., Basileios und Anna später den Thron Trapezunts bestiegen.
Wie schon sein Vater Johannes II. war auch Alexios das Ziel päpstlicher Bekehrungsversuche. So erhielt er 1329 einen Brief von Papst Johannes XXII., mit dem dieser ihn dazu bringen wollte, zum Katholizismus zu konvertieren. Alexios starb jedoch bereits fünf Monate später nach einer Regierungszeit von 33 Jahren. Auf den Thron folgte ihm sein ältester Sohn Andronikos III., der Trapezunt in eine Periode der Unruhe und Bürgerkriege führte.